# Plurale tantum
Un plurale tantum (del llatí, només plural, en plural pluralia tantum), també anomenat nom col·lectiu, és un mot que només té la forma plural, o que la seva forma singular és rarament emprada. En termes lingüístics, és un substantiu que presenta una morfologia plural i que regeix el plural, però indica només un únic objecte. Per exemple, en català el mot calçotets s'usa tant per designar un únic element com més d'un. Inversament, alguns substantius només tenen una forma singular (singularia tantum), com per exemple nord.
Exemples de pluralia tantum en català són: les acaballes, les alicates, les arres, les beceroles, les bermudes, les calces, els calçotets, les darreries (d'un menjar), els diners, les enagües, les escombraries, els estalvis, les estovalles, les exèquies, les farinetes, les golfes, els pantalons, les pessigolles, les pinces, les postres, els queviures, les setrilleres, els sostenidors, les tallarines, les tenalles, les tisores, les ulleres, les vitualles, etc.